# John Melhuish Strudwick
John Melhuish Strudwick, född den 6 maj 1849 i Clapham vid London, död den 16 juli 1937 i Hammersmith, var en engelsk målare. 
Strudwick studerade i Kensingtonskolan, vid akademien och för Edward Burne-Jones, slöt sig till den prerafaelitiska riktningen och målade preciösa kompositioner med slanka drömmande unga kvinnor, som stirrar in i det oändliga, eller med sagokompositioner av tämligen sökt djupsinne: Elaine, De sex jungfrurna, En kärlekssång, Min älskade har gått att plocka liljor, Vid porten till Gud Faders hus.